# سید علاءالدین بهبهانی
سید علاالدین بهبهانی معروف به اعتمادالاسلام از سیاستمداران ایرانی بود، که در دوره پنجم بعنوان نماینده ورامین و ایوانکی در مجلس شورای ملی حضور داشت.

در نقشه ترسیم شده از تهران توسط سرهنگ محمدرضا غفاری در سال 1332 خیابانی به نام وی است.